# Мартинес, Даниэль (политик)
Даниэль Карлос Мартинес Вильямил, исп. Daniel Carlos Martínez Villamil (род. 23 февраля 1957 года, Монтевидео) — уругвайский политик, кандидат в президенты в 2019  году.

## Биография
Родился в 1957 году в г. Монтевидео в семье среднего класса. Окончил инженерный факультет Республиканского университета как специалист по автоматизации и робототехнике. Ещё будучи студентом инженерного факультета, поступил на работу в Национальную ассоциацию топлива (ANCAP). В 1979 году начал работать в Национальном энергетическом управлении Министерства промышленности, энергетики и горнодобывающей промышленности.
Ещё в период военной диктатуры, будучи инженером с активной жизненной и общественной позицией, основал подпольное отделение профсоюза (Национального союза трудящихся PIT-CNT) на единственном в стране нефтеперерабатывающем заводе.
Проработал в ANCAP 14 лет. Занимал должности технического помощника в Департаменте технического обслуживания топливного отдела, помощником инженера и президентом профсоюза.
Является членом уругвайской Социалистической партии с 1973 года, активно работал в ней в период военно-гражданского правления 1973—1985 годов. С 1976 по 1981 год был членом подпольного руководства Социалистической молодежи Уругвая. В 1984—1994 и 2000—2002 годах был членом Центрального Комитета Социалистической партии. Он также являлся координатором группы по вопросам науки и техники в рамках коалиции левых и левоцентристских партий Широкого фронта в 2003 году и группы по вопросам энергетики в 2004 году.
С 1997 по 2005 год был заместителем председателя Ассоциации инженеров Уругвая.
После прихода к власти левого правительства президента Табаре Васкеса с 1 марта 2005 года получил пост президента ANCAP.
Министр промышленности, энергетики и горнодобывающей промышленности с 3 марта 2008 по 31 августа 2009 года. На этом посту выражал заинтересованность в развитии атомной энергетики в стране.
В 2008 году выдвигал свою кандидатуру на пост президента в рамках Социалистической партии, но затем снял её в целях единства Широкого фронта (единым кандидатом стал Хосе Мухика). Тогда же претендовал на пост мэра Монтевидео, однако пленум Широкого Фронта отдал предпочтение члену коммунистической партии Уругвая Ане Оливере, позже победившую на выборах.
Сенатор с 15 февраля 2010 по 16 июня 2015 года по списку Широкого фронта (возглавлял список Социалистической партии). Возглавлял несколько комиссий в течение этого периода: по промышленности, по бюджету, по науке и технике, по транспорту и общественным работам, а также специальную комиссию по контролю за ситуацией в тюрьмах. По его инициативе были приняты закон о свободном программном обеспечении и открытых форматах, рамочный закон о биотехнологии и закон о развитии предпринимательства.
С 9 июля 2015 по 1 апреля 2019 года был мэром Монтевидео от Широкого фронта (подал в отставку с целью сконцентрироваться на президентской кампании), получив 32,31 % голосов (выборы проводятся по сложной системе, от политических партий и движений баллотируются по 3 человека и выборы проходят в 1 тур; другие кандидаты от ШФ получили 17,35 и 1,07 %, то есть ШФ получил 50,73 % голосов в то время как 3 оппозиционера — 37,96 %). На этом посту запомнился как ответственный администратор, продолживший эффективную социальную политику своих предшественников от ШФ. При нём в 2016 году в столице был установлен памятник русскому мореплавателю Ф. Ф. Беллинсгаузену, тогда же Д. Мартинес заявил: «Углубление отношений с Россией в нашем все более и более сложном мире, как мне представляется, является очень верным решением».
В 2018 выдвинут кандидатом на пост президента Уругвая от Широкого фронта на выборах 27 октября 2019 года. В июне 2019 получил поддержку как единый кандидат от Широкого Фронта.
В своей программе предложил переобучить 400 000 рабочих с акцентом на новые знания. Он также взял на себя обязательство увеличить присутствие полиции на улицах, укрепить кадры полиции и предоставить больше технологий для борьбы с преступностью, в частности, для решения проблемы борьбы с незаконным оборотом наркотиков и изменения тюремной политики. Ещё одним пунктом программы являются изменения в жилищной политике с целью упрощения получения муниципального и частного жилья. Также половина мест в будущем правительстве обещана женщинам. Провозгласил также своей целью снижение госрасходов, которые, по его мнению должны всегда прирастать медленнее темпов роста экономики в стране.
Рассматривается как яркий представитель нового поколения лидеров Широкого Фронта. На пост вице-президента выдвинул 62-летнюю Грасиеллу Вильяр, известного профсоюзного и парламентского деятеля Широкого Фронта.
В первом туре, который прошёл в конце октября ему он уверенно занял первое место, ему не хватило до победы менее 10 процентов голосов и ближайшего преследователя он опережал почти на 12 процентов. Однако через месяц во втором туре президентских выборов он проиграл около одного процента голосов.
В 2020 году проиграл на выборах мэра Монтевидео. В декабре 2022 года заявил о своём выходе из Социалистической партии при сохранении поддержки Широкого фронта.

## Семья
- Жена — Лаура Мотта, советник Центрального совета директоров Национального управления государственного образования Уругвая.
- Имеет трёх дочерей — Габриэлу, Алехандру и Андреа, 3 внучек и 4 внуков.